# SYNK : Parallel Line
SYNK : Parallel Line是韓國女子音樂組合aespa第二次巡迴演唱會。亦是繼2023年2月《aespa 1st Concert 'SYNK : HYPER LINE'》時隔約8個月舉行的巡迴演唱會。該巡迴演出於2024年6月29日以韓國首爾開始，陸續前往亞洲、澳洲、北美洲、拉丁美洲、歐洲等地進行巡迴演出。於2025年3月16日在韓國首爾舉行安可場結束本次共43場的巡迴演唱會。

## 背景
2024年2月19日，aespa官方社群平台宣佈將舉辦第二次巡迴演唱會「SYNK : Parallel Line」發佈該演唱會行程表和宣傳海報。並於同日宣佈以6月29至30日韓國首爾蠶室室內體育館為巡迴起點，陸續於福岡、名古屋、埼玉、新加坡、大阪、香港、台北、東京、雅加達、雪梨、墨爾本、澳門、曼谷等場次。
4月11日，aespa官方社群平台公佈韓國場次售票通知，有參與「aespa官方粉絲俱樂部」的會員可於5月3日優先購買。一般售票門票於5月8日購買。同日，日本官方網站宣佈日本場次已全數售罄，決定於8月17日至18日追加兩場在東京巨蛋舉辦演唱會特別版，預計有特別的舞台設計表演。全名為《2024 aespa LIVE TOUR – SYNK : PARALLEL LINE – in TOKYO DOME -SPECIAL EDITION-》。
5月1日，公佈亞洲、大洋洲場次會員購買、一般會員購買通知。
5月10日，SM娛樂宣佈6月舉行的首爾場次包含視線不良區域已全數售罄。
9月27日，官方宣佈巡迴演唱會將於2025年前往北美洲、拉丁美洲、歐洲並公佈場次及會員和一般會員購票通知。
2025年1月9日，SM娛樂宣佈aespa將於3月15日至3月16日在首爾奧林匹克體操競技場舉辦為期兩天的《2024-25 aespa LIVE TOUR – SYNK : PARALLEL LINE – ENCORE》安可演唱會。亦是組合出道以來首次在韓國首次登上萬人場地。安可演唱會門票透過Melon Ticket販售，1月15日晚間8點為粉絲俱樂部會員優先購買時段，一般售票一般售票為1月17日晚間8點。1月18日，SM娛樂表示「aespa安可演唱會門票皆已完售。」

## 巡演記事
- 福岡場
  - 日本官方網站宣佈原訂於7月7日在福岡演出的活動，由於各個社群平台接收到大量的意見反應。對此，SM娛樂、aespa成員及工作人員三方共同決議延後至7月30日和31日進行演出。[15][16]
  - 7月6日，為團體日本出道單曲《Hot Mess》發行的首場日本演唱會，從該場次的日本巡迴演出開始演唱新歌〈Hot Mess〉、〈Sun and Moon〉。
  - 經醫評估，成員Karina因身體狀況不佳，故缺席7月30日和31日演唱會。[17]

- 大阪場
  - 經醫評估，成員Karina因身體狀況不佳，故缺席7月28日演唱會。[18]

## 巡迴時間表
| 日期                                                    | 城市       | 國家/地区 | 演出場地                         | 觀賞人數 |
| ------------------------------------------------------- | ---------- | --------- | -------------------------------- | -------- |
| 2024年6月29日                                           | 首爾       | 南韓      | 蠶室室內體育館                   | 12,000   |
| 2024年6月30日                                           | 首爾       | 南韓      | 蠶室室內體育館                   | 12,000   |
| 2024年7月6日                                            | 福岡市     | 日本      | 馬林麥瑟福岡 A館                 | 100,000  |
| 2024年7月10日                                           | 名古屋市   | 日本      | Aichi Sky Expo A館               | 100,000  |
| 2024年7月11日                                           | 名古屋市   | 日本      | Aichi Sky Expo A館               | 100,000  |
| 2024年7月14日                                           | 埼玉市     | 日本      | 埼玉超級競技場                   | 100,000  |
| 2024年7月15日                                           | 埼玉市     | 日本      | 埼玉超級競技場                   | 100,000  |
| 2024年7月20日                                           | 新加坡     | 新加坡    | 新加坡室內體育館                 | 8,500    |
| 2024年7月27日                                           | 大阪市     | 日本      | Asue Arena Osaka                 | 100,000  |
| 2024年7月28日                                           | 大阪市     | 日本      | Asue Arena Osaka                 | 100,000  |
| 2024年7月30日                                           | 福岡市     | 日本      | 馬林麥瑟福岡 B館                 | 100,000  |
| 2024年7月31日                                           | 福岡市     | 日本      | 馬林麥瑟福岡 B館                 | 100,000  |
| 2024年8月3日                                            | 香港       | 香港      | 亞洲國際博覽館 Hall 8 & 10       | -        |
| 2024年8月4日                                            | 香港       | 香港      | 亞洲國際博覽館 Hall 8 & 10       | -        |
| 2024年8月9日                                            | 台北       | 台灣      | 國立體育大學綜合體育館           | 27,000   |
| 2024年8月10日                                           | 台北       | 台灣      | 國立體育大學綜合體育館           | 27,000   |
| 2024年8月11日                                           | 台北       | 台灣      | 國立體育大學綜合體育館           | 27,000   |
| 2024年8月17日                                           | 東京       | 日本      | 東京巨蛋                         | 94,000   |
| 2024年8月18日                                           | 東京       | 日本      | 東京巨蛋                         | 94,000   |
| 2024年8月24日                                           | 雅加達     | 印尼      | Beach City International Stadium | -        |
| 2024年8月30日                                           | 雪梨       | 澳洲      | 庫多斯銀行體育館                 | 35,000   |
| 2024年8月31日                                           | 雪梨       | 澳洲      | 庫多斯銀行體育館                 | 35,000   |
| 2024年9月2日                                            | 墨爾本     | 澳洲      | 羅德·拉沃競技場                  | 35,000   |
| 2024年9月21日                                           | 澳門       | 澳門      | 新濠影滙綜藝館                   | -        |
| 2024年9月22日                                           | 澳門       | 澳門      | 新濠影滙綜藝館                   | -        |
| 2024年9月28日                                           | 曼谷       | 泰國      | Impact會展中心                   | 20,000   |
| 2024年9月29日                                           | 曼谷       | 泰國      | Impact會展中心                   | 20,000   |
| 2025年1月28日                                           | 西雅圖     | 美國      | ShoWare Center                   |          |
| 2025年1月30日                                           | 奧克蘭     | 美國      | 奧克蘭體育館                     |          |
| 2025年2月1日                                            | 洛杉磯     | 美國      | 论坛体育馆                       | 12,000   |
| 2025年2月4日                                            | 墨西哥城   | 墨西哥    | Palacio de los Deportes          |          |
| 2025年2月6日                                            | 奧蘭多     | 美國      | Kia Center                       |          |
| 2025年2月8日                                            | 夏洛特     | 美國      | 光譜中心                         |          |
| 2025年2月11日                                           | 紐華克     | 美國      | Prudential Center                |          |
| 2025年2月13日                                           | 多倫多     | 加拿大    | 豐業銀行體育館                   |          |
| 2025年2月15日                                           | 芝加哥     | 美國      | 聯合中心                         |          |
| 2025年3月2日                                            | 倫敦       | 英國      | 溫布利體育館                     |          |
| 2025年3月4日                                            | 巴黎       | 法國      | 巴黎天頂體育館                   |          |
| 2025年3月6日                                            | 阿姆斯特丹 | 荷蘭      | AFAS Live                        |          |
| 2025年3月9日                                            | 法蘭克福   | 德国      | Jahrhunderthalle                 |          |
| 2025年3月12日                                           | 馬德里     | 西班牙    | WiZink Center                    |          |
| 2024-25 aespa LIVE TOUR – SYNK : PARALLEL LINE – ENCORE |            |           |                                  |          |
| 2025年3月15日                                           | 首爾       | 南韓      | 首爾奧林匹克體操競技場           |          |
| 2025年3月16日                                           | 首爾       | 南韓      | 首爾奧林匹克體操競技場           |          |

## 演唱清單

### 第一階段 — 2024年
| Opening VCR - 1. Intro + 〈Drama〉 - 2.〈Black Mamba〉 - 3.〈Salty & Sweet〉 VCR - 4.〈Supernova〉 - 5.〈Mine〉 - 6.〈怪火〉 Talk - 7.〈Thirsty〉 - 8.〈Prologue〉 - 9.〈Long Chat〉 | VCR - 10.〈DOPAMINE〉（GISELEE SOLO）新歌 - 11.〈UP〉（KARINA SOLO）新歌 - 12.〈BORED〉（NINGNING SOLO）新歌 - 13.〈SPARK〉（WINTER SOLO）新歌 VCR - 14.〈Spicy〉 - 15.〈Licorice〉 - 16.〈Hold on Tight〉 Talk - 17.〈Regret of the Times〉 - 18.〈Live My Life〉 - 19.〈We Go〉 | VCR Nævis solo - 20.〈Trick or Trick〉 - 21.〈Set the Tone〉 - 22.〈Next Level〉 - 23.〈Armageddon〉 VCR - 24.〈aenergy〉 - 25.〈BAHAMA〉 - 26.〈Melody〉 Ending Talk |

| Opening VCR - 1. Intro + 〈Drama〉 - 2.〈Black Mamba〉 - 3.〈Salty & Sweet〉 - 4.〈Girls〉+〈Savage〉 VCR - 5.〈Supernova〉 - 6.〈Mine〉 Talk - 7.〈Sun and Moon〉 - 8.〈Prologue〉 - 9.〈Long Chat (#♥)〉 VCR - 10.〈DOPAMINE〉（GISELEE SOLO）新歌 - 11.〈UP〉（KARINA SOLO）新歌 - 12.〈BORED〉（NINGNING SOLO）新歌 - 13.〈SPARK〉（WINTER SOLO）新歌 | VCR - 14.〈Hot Mess〉 - 15.〈Licorice〉 - 16.〈Hold on Tight〉 - 17.〈ZOOM ZOOM〉 Talk - 18.〈Spicy〉 - 19.〈YOLO〉 - 20.〈Live My Life〉 - 21.〈We Go〉 | VCR Naevis solo 〈Done〉 - 22.〈Trick or Trick〉 - 23.〈Set the Tone〉 - 24.〈Next Level〉 - 25.〈Armageddon〉 VCR - 26.〈BAHAMA〉 - 27.〈YOU〉 Talk - 28.〈Melody〉 Ending Talk |

- ⒈澳洲場次與首爾場次相同。
- ⒉日本地方城市巡演場次〈Thirsty〉替換成〈Sun and Moon〉；〈Spicy〉替換成〈Hot Mess〉。以紅色表示。
- ⒊雅加達 - 泰國場次皆未演唱〈怪火〉、〈aenergy〉。
- ⒋東京巨蛋場次刪除〈Thirsty〉、〈怪火〉、〈時代遺憾〉、〈aenergy〉等歌曲；新增〈Girls〉+〈Savage〉、〈ZOOM ZOOM〉、〈YOLO〉、〈YOU〉等歌曲。
- ⒌東京巨蛋場次改編並新增舞台以藍色表示。

### 第二階段 — 2025年
| Opening VCR - 1. Intro + 〈Drama〉 - 2.〈Black Mamba〉 - 3.〈Salty & Sweet〉 VCR - 4.〈Supernova〉 - 5.〈Mine〉 Talk - 6.〈Die Trying〉 - 7.〈Flights, Not Feelings〉 - 8.〈Better Things〉 | VCR - 9.〈DOPAMINE〉（GISELEE SOLO） - 10.〈UP〉（KARINA SOLO） - 11.〈BORED〉（NINGNING SOLO） - 12.〈SPARK〉（WINTER SOLO） VCR - 13.〈Spicy〉 - 14.〈Pink Hoodie〉 Talk - 15.〈Hold on Tight〉 - 16.〈Live My Life〉 - 17.〈We Go〉 | VCR Naevis solo 〈Done〉 - 18.〈Whiplash〉 - 19.〈Set the Tone〉 - 20.〈Next Level〉 - 21.〈Armageddon〉 VCR - 22.〈aenergy〉 - 23.〈Just Another Girl〉 - 24.〈Life's Too Short〉 Ending Talk |

| Opening VCR - 1. Intro + 〈Drama〉 - 2.〈Black Mamba〉 - 3.〈Salty & Sweet〉 - 4.〈aenergy〉 VCR - 5.〈Mine〉 - 6.〈Die Trying〉 - 7.〈Flowers〉 Talk - 8.〈Lucid Dream〉 - 9.〈Flights, Not Feelings〉 - 10.〈Better Things〉 | VCR - 11.〈DOPAMINE〉（GISELEE SOLO） - 12.〈UP〉（KARINA SOLO） - 13.〈BORED〉（NINGNING SOLO） - 14.〈SPARK〉（WINTER SOLO） VCR - 15.〈Supernova〉 - 16.〈Pink Hoodie〉 Talk - 17.〈Hold on Tight〉 - 18.〈Live My Life〉 - 19.〈YEPPI YEPPI〉 - 20.〈We Go〉 | VCR Naevis solo 〈Done〉 - 21.〈Whiplash〉 - 22.〈Set the Tone〉 - 23.〈Next Level〉 - 24.〈Armageddon〉 VCR - 25.〈Just Another Girl〉 Talk - 26.〈Melody〉 Ending Talk |

- ⒈美歐場刪除：〈Illusion〉、〈Prologue〉、〈Long Chat (#♥)〉、〈Thirsty〉、〈Trick or Trick〉、〈Licorice〉、〈Regret of the Times〉、〈BAHAMA〉、〈Melody〉等歌曲。
- ⒉美歐場新增：〈Die Trying〉、〈Flights, Not Feelings〉、〈Better Things〉、〈Pink Hoodie〉、〈Whiplash〉、〈Just Another Girl〉、〈Life's Too Short〉等歌曲。
- ⒊新增歌曲以紫色表示。

## 製作
| 演出歌手 - aespa 演出策劃： - SM娛樂 主辦單位： - 韓國場：SM娛樂 共同主辦： - 日本場：SM Japan - 新加坡場：RELE（銳利娛樂）、LEAD 娛樂、ACO Media、亞洲音樂娛樂 - 香港場：iMe - 台灣場：iMe - 印尼場：iMe - 澳洲場：TEG Live | 售票系統： - 首爾場：Melon Ticket - 日本場：Ticket board - 香港場：Cityline - 台灣場：拓元售票系統 - 新加坡場：Ticketmaster - 雅加達場：tiket - 雪梨、墨爾本：Ticketek 轉播單位： - 首爾場：Beyond Live、Weverse LIVE |